# Dudley (Familienname)
Dudley ist ein englischer Familienname.

## Namensträger
- Ainara Acevedo Dudley (* 1991), spanische Fußballschiedsrichterin
- Anne Dudley (* 1956), britische Komponistin und Popmusikerin
- Anne Dallas Dudley (1876–1955), US-amerikanische Suffragette
- Big Dick Dudley (1968–2002), US-amerikanischer Wrestler
- Bill Dudley (1921–2010), US-amerikanischer American-Football-Spieler
- Bob Dudley (* 1955), US-amerikanischer Wirtschaftsmanager
- Charles E. Dudley (1780–1841), US-amerikanischer Politiker
- Dash Dudley (* 1986), US-amerikanischer Pokerspieler
- Dave Dudley (1928–2003), US-amerikanischer Sänger
- Dorothy Dudley (1885–1975), britische Historikerin, Lehrerin und Archäologin
- Dud Dudley (1600–1684), englischer Metallurg und Unternehmer
- Edmund Dudley (um 1462–1510), englischer Politiker und Autor
- Edward Bishop Dudley (1789–1855), US-amerikanischer Politiker
- Gemma Dudley (* 1990), neuseeländische Radsportlerin
- Freda Dudley Ward (1894–1983), britische High-Society Lady und Mätresse
- George Dudley (1897–1959), US-amerikanischer Artdirector und Szenenbildner
- Guildford Dudley (1536–1554), englischer Adliger, Sohn von John Dudley
- Harold Dudley (1887–1935), britischer Biochemiker
- Irving Bedell Dudley (1861–1911), US-amerikanischer Diplomat
- James Dudley (1910–2004), US-amerikanischer Wrestlingmanager
- Jared Dudley (* 1985), US-amerikanischer Basketballspieler
- John Dudley (1400–1487), englischer Soldat und Politiker, siehe John Sutton, 1. Baron Dudley
- John Dudley, 1. Duke of Northumberland (1504–1553), englischer Adliger
- John Michael Dudley, neuseeländischer Physiker
- Joseph Dudley (1647–1720), englischer Kolonialgouverneur
- Mary Dudley († 1586), englische Hofdame
- Olivia Taylor Dudley (* 1985), US-amerikanische Schauspielerin
- Penelope Dudley-Ward (1914–1982), britische Schauspielerin
- Rick Dudley (* 1949), kanadischer Eishockeyspieler, -trainer und funktionär
- Robert Dudley, 1. Earl of Leicester (1532–1588), englischer Peer, Oberstallmeister und Favorit von Elisabeth I.
- Robert Dudley (Forscher) (1574–1649), britischer Forscher und Kartograph
- Robert Dudley (Schauspieler) (1869–1955), US-amerikanischer Charakterschauspieler
- Robert Dudley (Tennisspieler), britischer Tennisspieler
- Robert Dudley (* 1955), US-amerikanischer Wirtschaftsmanager, siehe Bob Dudley
- Robert Dudley (Biologe) (* 1961), Professor an der University of California, Berkeley
- S. H. Dudley (Sänger) (eigentlich Samuel Holland Rous; 1864–1947), US-amerikanischer Sänger
- S. H. Dudley (1872–1940), US-amerikanischer Schauspieler und Theaterunternehmer, siehe Sherman H. Dudley
- Theodore Robert Dudley (1936–1994), US-amerikanischer Botaniker
- Thomas Dudley (1576–1653), englischer Puritaner und Kolonialgouverneur
- Underwood Dudley (* 1937), US-amerikanischer Mathematiker
- William Dudley (Bühnenbildner), britischer Bühnenbildner
- William Dudley (Fußballspieler), englischer Fußballspieler
- William Dudley (Historiker) (* 1964), US-amerikanischer Historiker
- William Dudley (Schwimmer) (1931–1978), US-amerikanischer Schwimmer
- William C. Dudley, US-amerikanischer Bankmanager
- William Dudley (Dekan), († 1483), Dekan von Windsor und Bischof von Durham
- William McGarvey Dudley (1921–2010), US-amerikanischer Footballspieler, siehe Bill Dudley
- William Russel Dudley (1849–1911), US-amerikanischer Botaniker und Hochschullehrer